# Dějiny počítačů

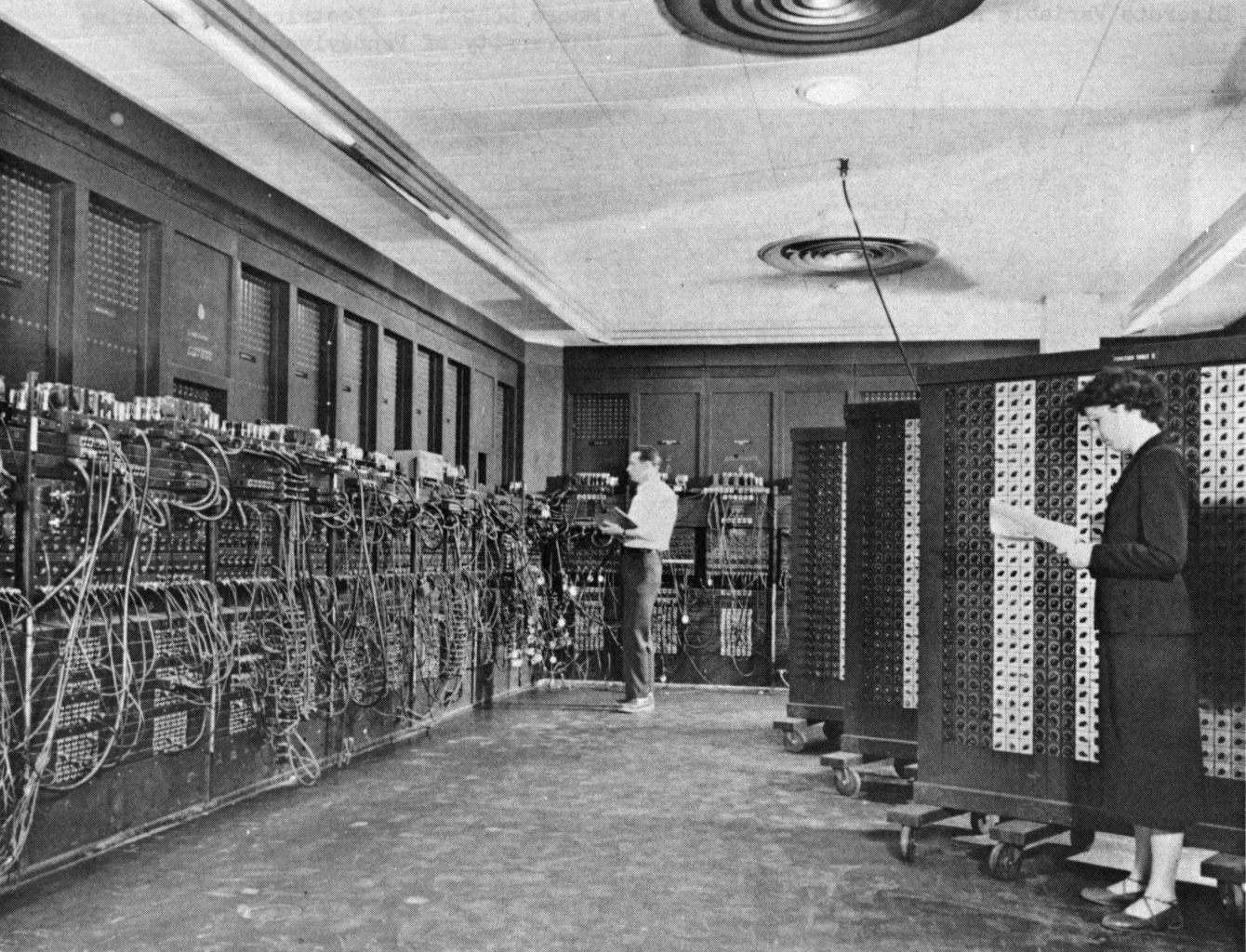
ENIAC byl první elektronkový počítač a první který pracoval podobně jako dnešní počítače (1946)

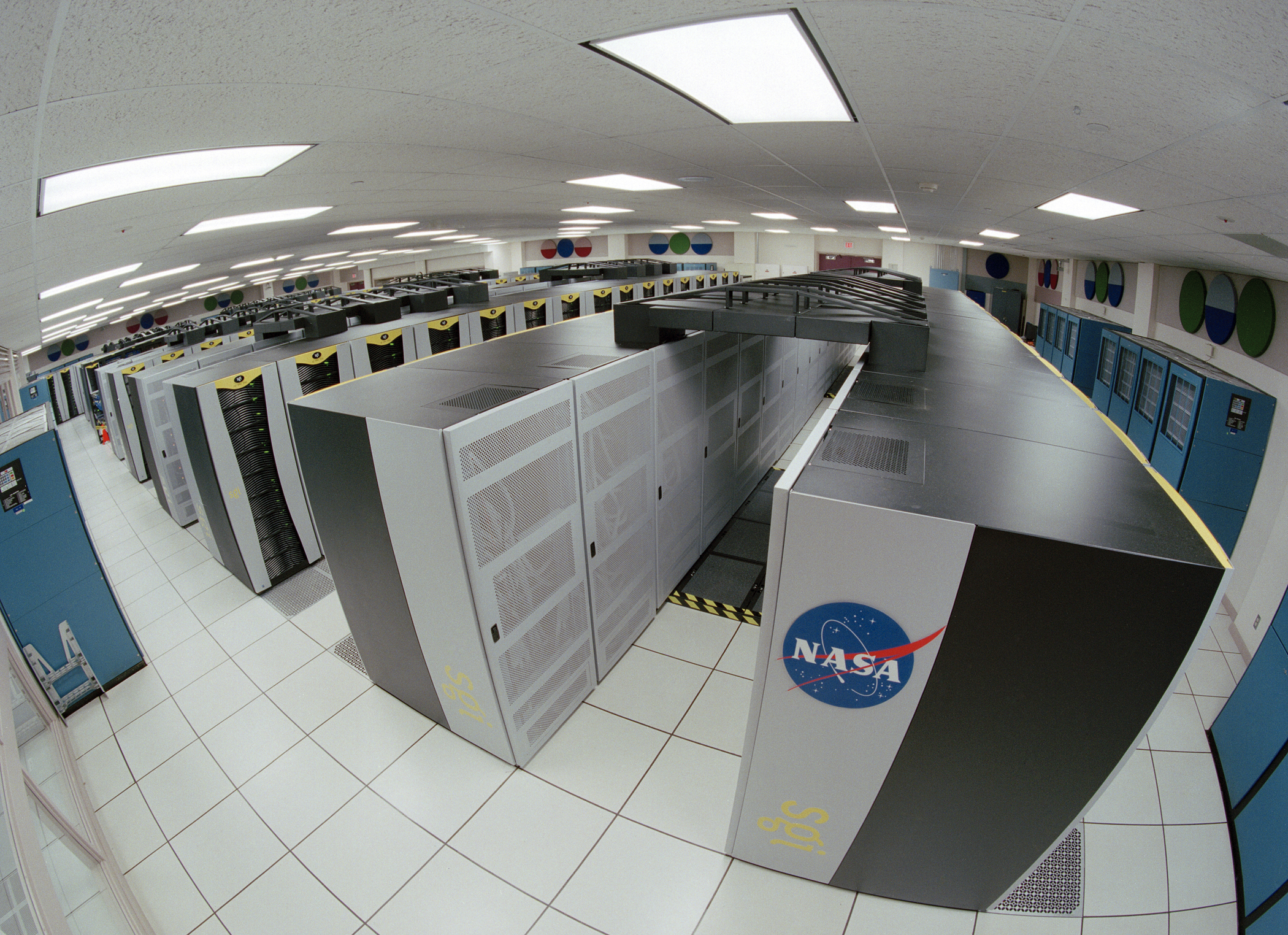
Superpočítač Columbia v NASA (2003-2012) s 10 240 procesory

Dějiny počítačů zahrnují vývoj jak samotného hardware, tak jeho architektury a mají přímý vliv na vývoj softwaru. První číslicové počítače byly vyrobeny ve 30. letech 20. století, avšak za jejich vynálezce je přesto považován Charles Babbage, který již v 19. století vymyslel základní principy fungování stroje pro řešení složitých výpočtů. Počítačů stále přibývá, jejich výkon roste a postupně zasahují do nejrůznějších oblastí lidského života.

## Předchůdci
První zařízení, která se později vyvinula v dnešní počítače, byla velmi jednoduchá a byla založena na mechanických principech. Vývoj probíhal až do poloviny 20. století ve dvou větvích: analogové počítače a číslicové počítače. Analogové počítače modelovaly problém převedením do jeho mechanické nebo elektrické analogie, číslicové pak jeho převedením na číselné hodnoty a jejich numerickým zpracováním. S vývojem číslicové techniky během 2. poloviny 20. století analogové počítače prakticky vymizely, používají se jen na specializovaná řešení.

### Abakus
Abakus vznikl přibližně před 5000 lety. Je prvním známým nástrojem, který usnadňoval počítání s čísly. Původně šlo jen o zaprášený kámen (starohebrejské slovo abaq znamená „prach“), který se používal v Babylonii již od poloviny třetího tisíciletí př. n. l.[zdroj?] Nejstarším dochovaným exemplářem je salamiská tabulka, která pochází zhruba z roku 300 př. n. l., avšak historik Hérodotos popsal příklady pro tabulku tohoto typu již o více než století dříve. Ve starověkém Řecku a Římě se používala dřevěná nebo hliněná destička, do které se vkládaly kamínky („calculi“ – odtud název kalkulačka).

### Logaritmické tabulky
Roku 1614 objevil John Napier novou matematickou metodu, umožňující realizovat násobení a dělení pomocí sčítání a odčítání s využitím logaritmů. Následně byly v Anglii sestaveny první logaritmické tabulky. Po nich následovalo logaritmické pravítko, kde byla reálná čísla reprezentována vzdáleností na ose. Logaritmické pravítko bylo prakticky beze změny používáno dalších 200 let, pro výpočty nenáročné na přesnost se užívaly až do 70. let 20. století, kdy je prakticky nahradily kapesní kalkulačky.

### Mechanické kalkulátory

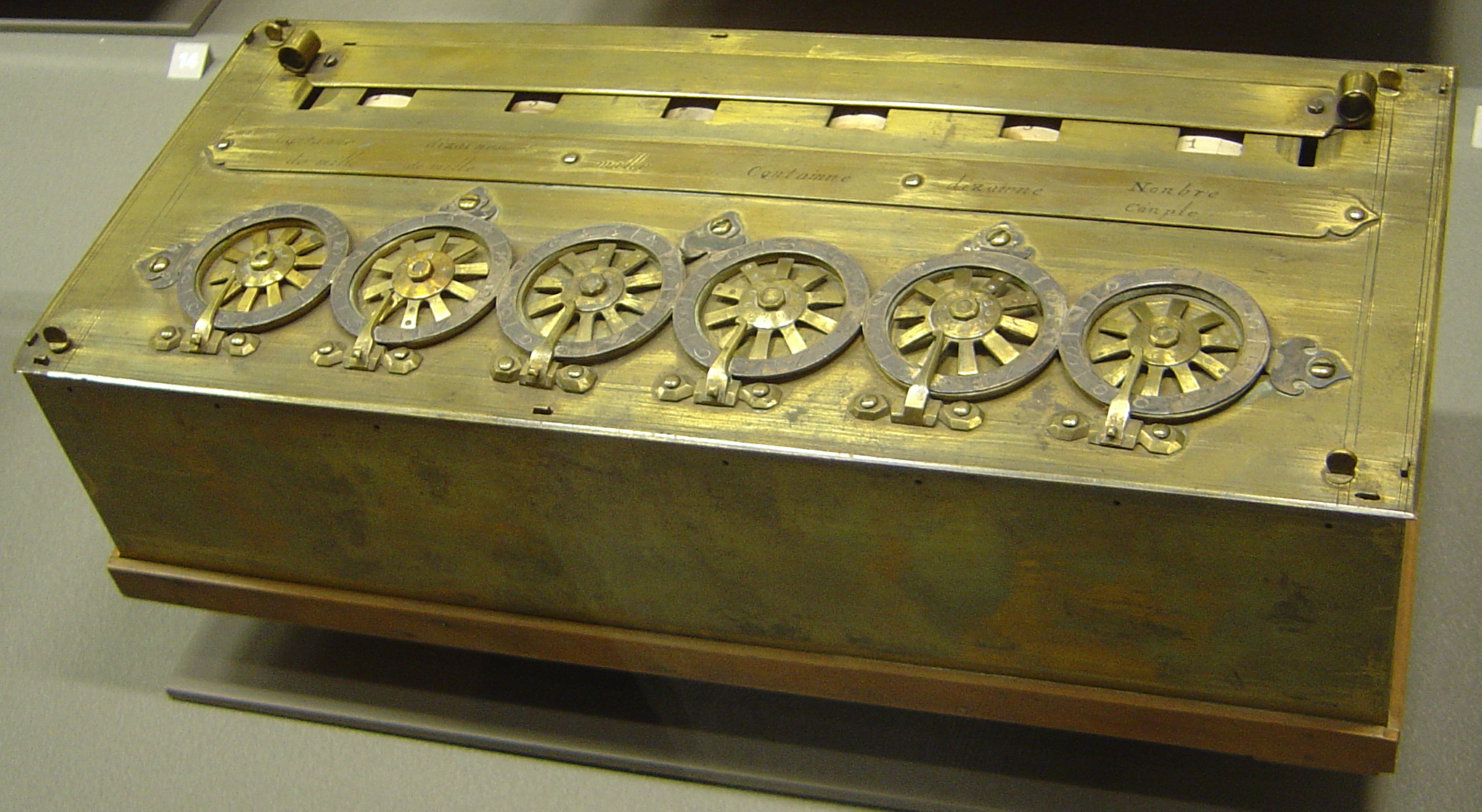
Pascalina – mechanická sčítačka a odčítačka

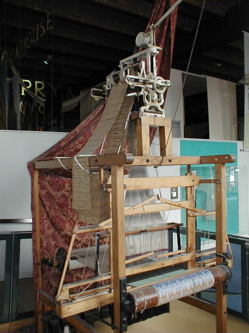
Jacquardův tkalcovský stav (uprostřed vlevo je vidět nekonečný pás děrných štítků)

První mechanické zařízení, které patrně sloužilo k výpočtům, je Mechanismus z Antikythéry (podle řeckého ostrova Antikythera, kde byl objeven vrak lodi), vzniklý někdy mezi roky 150 a 100 př. n. l. Podle dnešních poznatků sloužil k výpočtu kalendáře resp. polohy Slunce, Měsíce a planet. Mechanismus se skládal z více než třiceti ozubených koleček seřazených v rovnostranných trojúhelnících a na svou dobu byl skutečně miniaturní. Zajímavé je, že mechanizmus je nejspíš založen na heliocentrickém principu (tedy Země obíhá kolem Slunce), který se jako kosmologická teorie ujal v Evropě až o osmnáct století později.
Další známý mechanický kalkulátor sestavil roku 1623 Wilhelm Schickard z ozubených koleček z hodinových strojků (proto bývá nazýván „počítací hodiny“). Uměl sčítat a odčítat šesticiferná čísla a měl být prakticky použit Johannem Keplerem při astronomických výpočtech.
Známý francouzský matematik, fyzik a teolog Blaise Pascal vyrobil ve svých 19 letech v roce 1642 počítací stroj, který uměl sčítat a odčítat, nazvaný Pascalina. Gottfried Wilhelm Leibniz ho následoval v roce 1671 a kolem roku 1820 vytvořil Charles Xavier Thomas první úspěšný sériově vyráběný kalkulátor – Thomasův Arithmometr, schopný sčítat, odčítat, násobit a dělit. Ten byl převážně založen na Leibnizově přístroji. Technologie mechanických počítacích strojů se udržela až do 70. let 20. století.
Mechanické kalkulátory pracovaly v desítkové soustavě (včetně ENIACu), která je sice pro člověka obvyklá, je však implementačně složitější než v současnosti používaná dvojková soustava, kterou popsal Leibniz.
V roce 1725 použil Basile Bouchon děrovaný papír pro řízení tkalcovského stavu. O rok později v roce 1726 vylepšil Jean-Baptiste Falcon funkci spojením jednotlivých papírových karet, čím zjednodušil úpravy a změny programu. V roce 1801 použil francouzský vynálezce Joseph Marie Jacquard v tkalcovském stavu děrné štítky, které bylo možné vyměnit beze změny v mechanice samotného stavu. Tento okamžik je považován za milník v programovatelnosti strojů.
Nápad použít děrné štítky k programování mechanického kalkulátoru uplatnil v roce 1835 Charles Babbage. Děrný štítek obsahoval znaky ve formě kombinace dírek a umožňoval obsah opakovaně použít. K uchovávání dat a jejich pozdějšímu dalšímu využití použil poprvé děrné štítky Herman Hollerith, který se svou metodou vyhrál v roce 1890 v USA konkurz na sčítání lidu (to předchozí totiž trvalo plných 7 let). Jeho firma se později stala základem slavné počítačové společnosti IBM a tento charakter zpracování dat se udržel dalších 100 let. Pro analýzu a další zpracování dat na děrných štítcích byly vyvíjeny specializované stroje – děrovače, tabelátory a třídiče.
Technologie děrných štítků o něco později umožnila návrhy prvních programovatelných strojů. Dodnes existují počítače, které technologii děrných štítků používají. Tehdejší metoda programování spočívala v tom, že programátor předal své děrné štítky ke zpracování do výpočetního střediska a čekal, jestli získá výsledky nebo výpis chybových hlášení. Pokud došlo k chybě, musel zpětně zapracovat opravu do svého programu, který mezi tím již dále vylepšil. Poté znovu odeslal štítky do výpočetního střediska a celý cyklus se opakoval.

## První programovatelné stroje

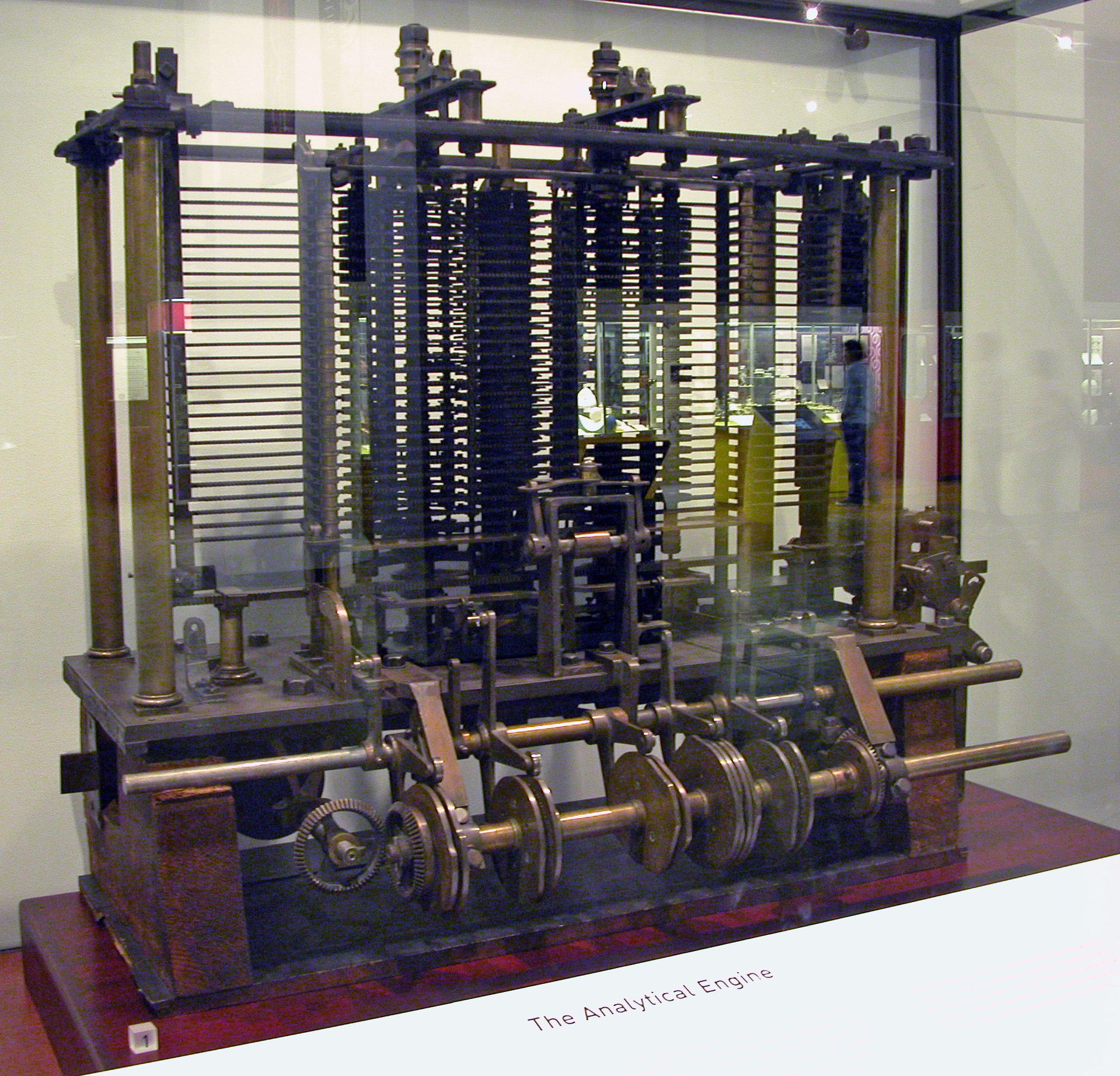
Babbageho analytický stroj

V roce 1833 Charles Babbage pokročil od vývoje svého „Diferenciálního stroje“ (Difference engine) k lepšímu návrhu „Analytického stroje“ (Analytical engine), který se stal prvním univerzálním Turingovsky úplným počítačem (dokáže emulovat jiné stroje pouhou změnou programu bez nutnosti fyzické přestavby). Jeho cílem bylo postavit univerzální programovatelný počítač používající jako vstupní médium děrné štítky. Struktura stroje obsahovala „sklad“ (paměť) a „mlýnici“ (procesor), což mu umožňovalo činit rozhodnutí a opakovat instrukce – přesně jako to dělají dnešní počítače pomocí příkazů IF … THEN … a LOOP (resp. FOR). Jeho počítač měl pracovat s 50místnými čísly s pevnou desetinnou čárkou. Uvažovaný pohon měl obstarat parní stroj. Pokus o sestavení stroje skončil neúspěšně, když byl nejprve zpomalen hádkami s řemeslníkem nepřesně vyrábějícím ozubená kola a později zcela zastaven kvůli nedostatečnému financování. Babbage zjistil, že pro svůj stroj bude potřebovat programátora. Najal tedy mladou ženu jménem Ada Lovelace (dceru básníka Byrona), která se tak stala prvním programátorem na světě (jako nadaná matematička se aktivně podílela na vývoji stroje a teorie programování) a na její počest byl nazván programovací jazyk Ada.

### Stroje pro hromadné zpracování dat
Přímým předchůdcem dnešních počítačů je použití (jednoúčelových) strojů pro hromadné zpracování dat, které využívaly děrné štítky. Při 11. sčítání lidu v USA v roce 1890 jejich použití navrhl a realizoval Herman Hollerith, stejně jako použití zmíněných děrných štítků pro uložení a kódování získaných dat (jeho firma se později změnila na firmu IBM).

## Nultá generace
Za kalkulačky nulté generace jsou považovány elektromechanické počítače využívající většinou relé. Pracovaly obvykle s taktem okolo 100 Hz, prováděly tedy asi 100 elementárních operací za sekundu. Hybnou silou vývoje nulté generace se stala druhá světová válka, kdy došlo k velkému pokroku souběžně v různých částech světa.

### Z1

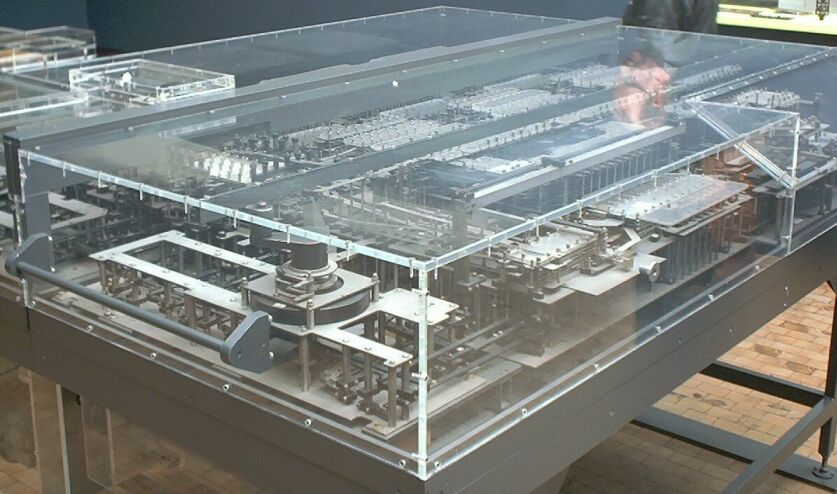
Reprodukce počítače Z1

První, komu se podařilo sestrojit fungující počítací stroj, byl německý inženýr Konrad Zuse. V roce 1934 začal pracovat na konstrukci mechanické výpočetní pomůcky a po řadě různých zdokonalení dokončil v roce 1936 základní návrh stroje pracujícího v dvojkové soustavě s aritmetikou v plovoucí čárce a programem na děrné pásce (jako nosič byl použit kinofilm). Neznalost prací Babbage a jeho následovníků však měla za následek, že Zuse do svého projektu nezahrnul podmíněné skoky. Přes tento nedostatek však můžeme tvrdit, že roku 1938 spatřil světlo světa první počítač nazvaný Z1. Byl ještě elektromechanický s kolíčkovou pamětí na 16 čísel a byl velmi poruchový, pro praktické použití nevhodný.

### Z2, Z3
Konrád Zuse proto přistoupil ke stavbě počítače Z2, který již obsahoval asi 200 relé. Paměť však byla stále ještě mechanická, převzatá ze Z1. Potom se Zuse spojil s Helmutem Schreyrem a společně se pustili do vývoje ještě výkonnějšího počítače Z3, který dokončil v roce 1941. Tento první prakticky použitelný počítač na světě obsahoval 2600 elektromagnetických relé a byl užíván též k výpočtům charakteristik balistických raket V-2. Pracoval ve dvojkové soustavě a prováděl až 50 aritmetických operací s čísly v pohyblivé řádové čárce za minutu (ani ne jedna za sekundu). Paměť byla na tehdejší dobu velká, 64 čísel po 22 bitech. Údaje se ručně zadávaly pomocí klávesnice. V roce 1998 Raúl Rojas prokázal, že i přes absenci instrukce podmíněného skoku je Turingovsky úplný (viz výše odstavec První programovatelné stroje), i když bylo nutné pomocí smyček vypočítat a následně zahodit všechny nepotřebné výsledky. Počítač byl v roce 1944 zničen při náletu.

### ABC
V říjnu 1939 sestavil americký profesor John V. Atanasoff elektronický počítač ABC (Atanasoff–Berry computer), který sloužil k řešení lineárních rovnic v oblasti fyziky.

### Colossus
Roku 1943 zkonstruoval pro Bletchley Park anglický inženýr Thomas H. Flowers (1905–1998)  počítač Colossus Mark I určený k luštění německých zpráv nejvyššího velení, šifrovaných pomocí zařízení Lorenz SZ40/42 (Schlüsselzusatz, tj. přídavek k běžnému dálnopisu) nebo úpln0ho šifrovacího stroje Siemens & Halske T52 }ve spojeneckém kódu Sturgeon a Tunny), který se nazýval. Colossus Mark I obsahoval asi 1700 vakuových elektronek a byl dodán v lednu 1944, v červnu téhož roce byl zprovozněn Colossus Mark II s 2500 eletronkami. Collosus nikdy nesloužil pro luštění zpráv šifrovaných zařízením Enigma .

### Mark I

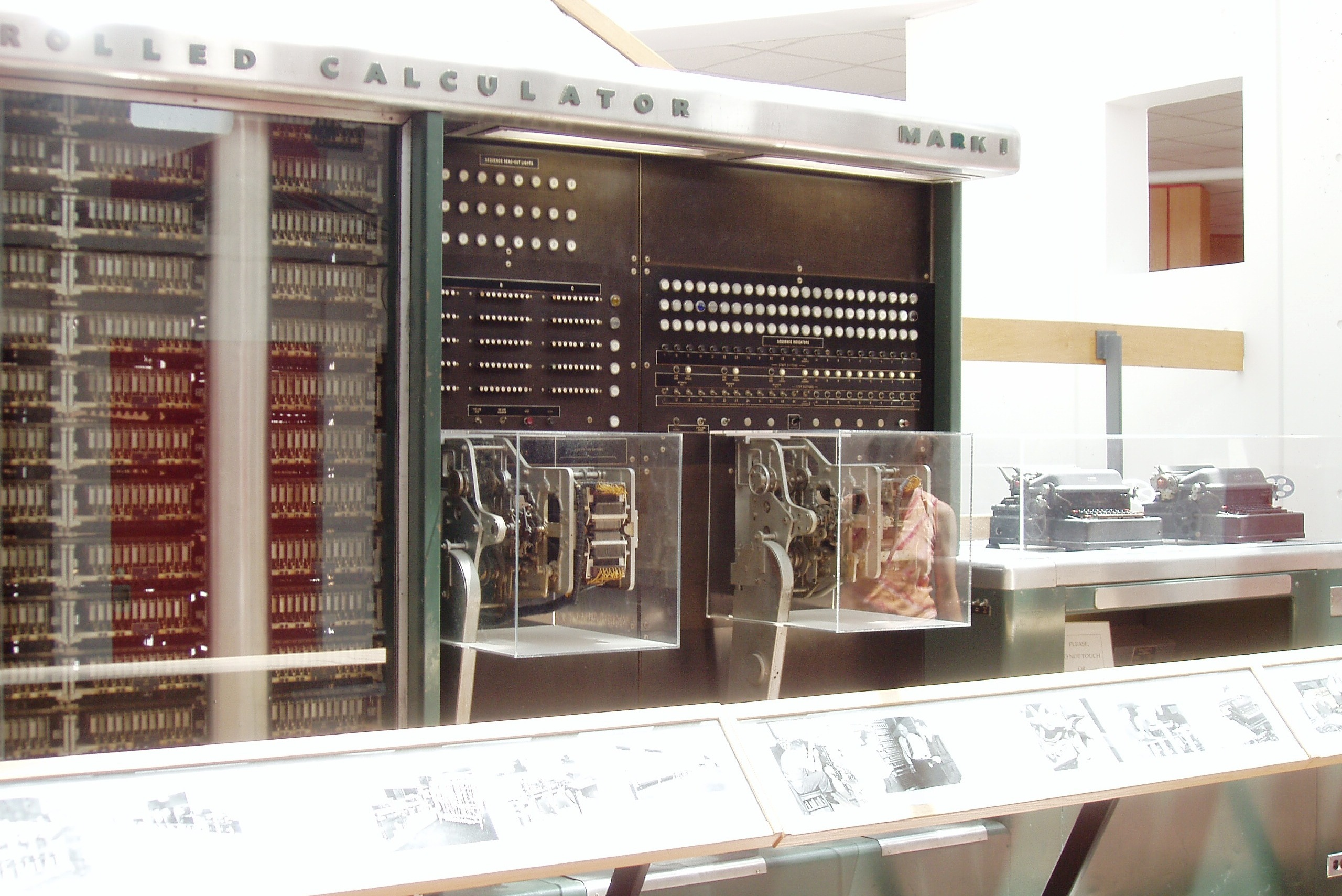
Pravá strana počítače Mark I

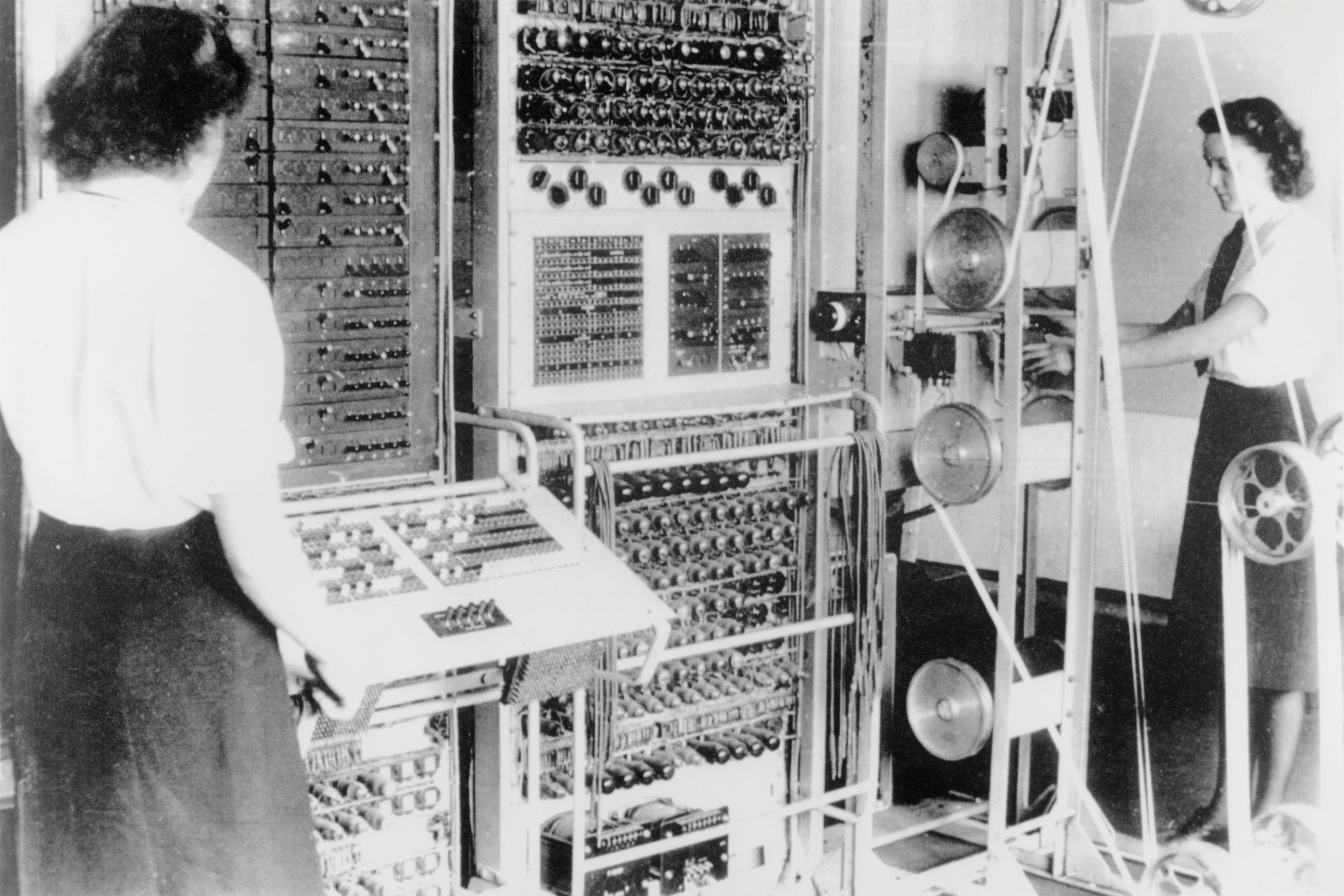
Počítač Colossus Mark II

V letech 1939–1944 pracoval ve Spojených státech na podobném projektu Howard Hathaway Aiken. Oficiálně se projekt jmenoval Automatic Sequence Controlled Calculator (ASCC, česky automatický sekvenčně řízený počítač), neformálně se nazýval Howard Mark I. Celý projekt financovala firma IBM (International Business Machines), která vznikla sloučením bývalé Holleritovy společnosti Tabulating Machine Company s několika dalšími a zabývala se do té doby zejména výrobou děrnoštítkových strojů. Aikenův projekt počítacího stroje chápala jako demonstraci svých technických možností. Byl to její první vstup do světa výpočetní techniky, ve kterém později ovládla více než polovinu světového trhu. Byl ve světě znám spíše pod názvem Mark I. Počítač byl dodán v roce 1944 Harvardově univerzitě v Cambridge (MA). Patnáct metrů dlouhé monstrum bylo poháněno elektromotorem o výkonu 3,7 kW, který byl napojen na dlouhou hřídel zprostředkovávající pohon jednotlivých částí počítače, který obsahoval 765 000 elektromechanických prvků. Program nesla děrná páska, jejíchž 24 stop bylo rozděleno do tří skupin po osmi (2 adresy + kód operace). Počítač pracoval v desítkové soustavě s pevnou čárkou. Paměť měla dvě části – statickou, do které bylo možno před zahájením výpočtu vložit až 60 dvacetičtyřmístných čísel, a dynamickou (operační) paměť tvořenou elektromechanicky ovládanými kolečky. Do této paměti si mohl počítač zaznamenat a zpětně přečíst dalších 72 čísel (23 místných). Zároveň zde probíhaly aritmetické operace sčítání a odčítání. Mark I dovedl sečíst dvě čísla za 0,3 s, vynásobit je za 6 s a vypočítat např. hodnotu sinus daného úhlu během jedné minuty. Americké námořnictvo ho využívalo k výpočtu balistických tabulek.

### Mark II
Po úspěchu počítače Mark I začal Aiken pracovat na počítači Mark II. Toto zařízení bylo již čistě reléové. Aritmetika pracovala v plovoucí čárce s desítkovými číslicemi, které byly dvojkově kódovány pomocí čtyř relé. Operační paměť počítače mohla pojmout až 100 čísel s deseti platnými číslicemi. Sčítání již trvalo pouze 0,125 s a násobení průměrně 0,25 s. Celý počítač obsahoval přibližně 13 000 relé. Počítač začal pracovat v roce 1947 a byl předán americkému námořnictvu.

### SAPO
Prvním počítačem vyrobeným v Československu byl SAPO (SAmočinný POčítač), který byl uveden do provozu v roce 1957. Obsahoval 7000 relé a 400 elektronek. Měl magnetickou bubnovou paměť o kapacitě 1024 dvaatřicetibitových slov. Pracoval ve dvojkové soustavě s pohyblivou řádovou čárkou. Tento počítač měl dvě zvláštnosti: první bylo, že byl pětiadresový neboli součástí každé instrukce bylo 5 adres (2 operandy, výsledek a adresy skoků v případě kladného a záporného výsledku) a druhou bylo, že se vlastně jednalo o tři shodné procesory, které pracovaly paralelně. Výsledek každé operace z jednotlivých procesorů se mezi sebou porovnal a o výsledku se rozhodovalo hlasováním. Pokud byl shodný alespoň ve dvou případech, byl považován za správný. Pokud se ve všech třech případech lišil, operace se opakovala.
Počítač SAPO byl zkonstruován prof. A. Svobodou, Dr. Oblonským a jejich spolupracovníky v Ústavu matematických strojů (pozdější Výzkumný ústav matematických strojů) a byl instalován v budově ústavu na Loretánském náměstí. Tři roky po svém spuštění, v roce 1960, počítač SAPO shořel. Z jiskřících releových kontaktů se vzňala loužička oleje, kterým se relé promazávala.

## První generace (1945 až 1950)

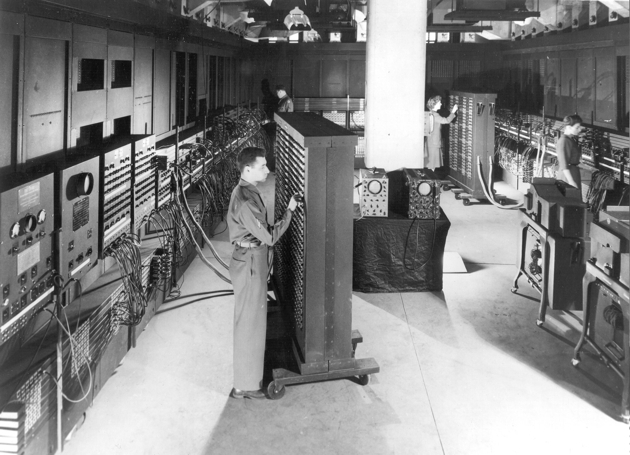
Počítač ENIAC

První generace je charakteristická použitím elektronek (tzv. elektronika) a v menší míře též ještě relé (elektromechanika). Počítače byly poměrně neefektivní, velmi drahé, měly vysoký příkon, velkou poruchovost a velmi nízkou výpočetní rychlost. Zpočátku byl program vytvářen na propojovacích deskách, později byly využity děrné štítky a děrné pásky, které též sloužily spolu s řádkovými tiskárnami k uchování výsledků. V té době neexistovaly ani operační systémy ani programovací jazyky ani assemblery. Počítač se ovládal ze systémové konzole. Jeden tým lidí pracoval jako konstruktéři, operátoři i technici, jejichž úspěchem bylo ukončit výpočet bez poruchy počítače.

### ENIAC a MANIAC
V roce 1944 byl na univerzitě v Pensylvánii uveden do provozu elektronkový počítač ENIAC, který byl prvním počítačem, který pracoval podobně jako dnešní počítače. Na rozdíl od Z3 umožňoval vytvoření smyčky i podmíněné skoky a byl Turingovsky úplný. Prováděl až 5000 součtů za sekundu, ale byl energeticky velmi náročný, poruchový a jeho provoz byl drahý. Představen byl v roce 1946 a jeho provoz byl ukončen v roce 1955.
ENIAC byl přímou inspirací pro počítač MANIAC (Mathematical Analyser Numerical Integrator And Computer), který byl sestaven roku 1945 a uveden úspěšně do provozu John von Neumannem v roce 1952. V laboratořích Los Alamos National Laboratory byl použit k matematickým výpočtům popisujícím fyzikální děje a byl využit i k vývoji jaderných bomb.

## Druhá generace (1951 až 1964)

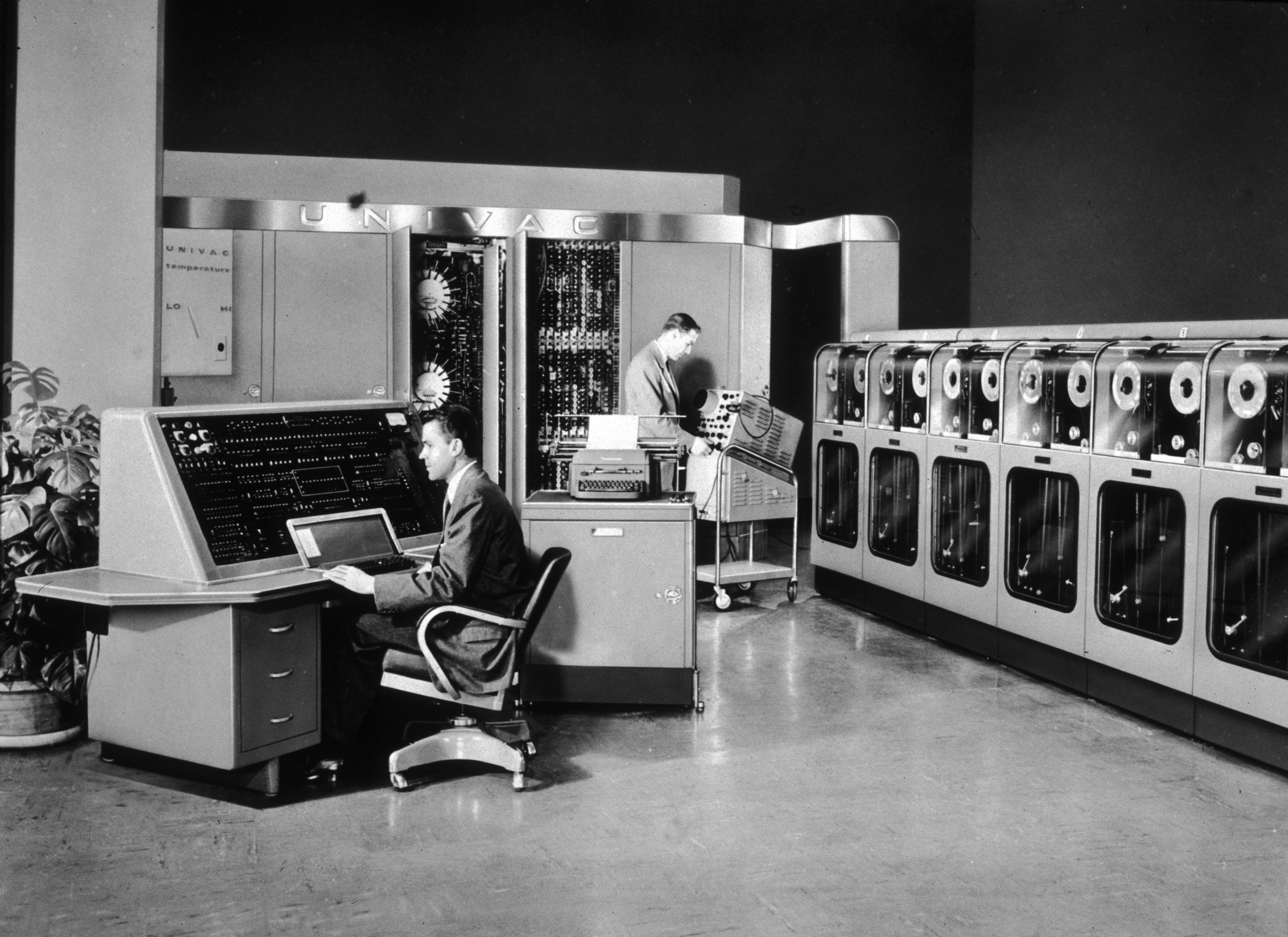
Počítač UNIVAC

Počítače druhé generace charakterizuje použití tranzistorů (tzv. polovodičová elektronika), které dovolily zlepšit všechny parametry počítačů (zmenšení rozměrů, zvýšení rychlosti a spolehlivosti, snížení energetických nároků).
Počítače byly dosud spíše unikátní konstrukce, užívané na univerzitách a v základním výzkumu k řešení úloh s velkými nároky na výpočty na poměrně omezeném objemu dat. Ve druhé generaci pronikají do běžného života, například do obchodu, administrativy, komunikací nebo skladování dat, kde se vyžaduje poměrně jednoduché zpracování na velmi velkých objemech dat. Důraz se tedy přesouvá na kapacity pamětí, snadnou obsluhu, spolehlivost a rentabilitu. V komerční oblasti byla přirozeně snaha o co nejlepší využití počítače, proto vznikaly první dávkové systémy. Veliký počet velmi různých úloh se zavádí do počítače pomocí děrné pásky, štítků nebo magnetické pásky a zpracovávají jedna za druhou. Vznikla servisní střediska, která pronajímala počítače po dobu vykonání programu. Vznikly první Operační systémy, které provoz co možná automatizují a optimalizují, užívají se jazyky symbolických adres a vznikají první "vyšší" programovací jazyky (COBOL, FORTRAN, ALGOL atd.), které lze používat na různých počítačích a které programování i ladění usnadňují.

### UNIVAC
UNIVAC (elektronkový) byl v roce 1951 prvním sériově vyráběným komerčním počítačem a byl zkonstruován tvůrci počítače ENIAC. Pátý vyrobený kus v roce 1952 úspěšně předpověděl volební vítězství prezidenta Dwight D. Eisenhowera.

### EPOS
Roku 1960 byl ve Výzkumném ústavu matematických strojů (VÚMS) spuštěn elektronický počítač EPOS 1, zkonstruovaný pod vedením prof. A. Svobody, ale už v roce 1962 upravený typ EPOS 2, osazený tranzistory. Počítač pracoval v desítkové aritmetice, v kódu, který umožňoval automatickou opravu jedné chyby (délka slova 12 číslic), vykonával přes 30 tisíc operací za sec. a měl feritovou paměť s kapacitou 40 tisíc slov. Zvláštností počítače bylo hardwarové zařízení pro sdílení času mezi až pěti nezávislými programy. V 60. a 70. letech se vyráběl jako ZPA 600 a ZPA 601 i v mobilní verzi a byl vybaven poměrně bohatým software (operační systém, assembler, překladače).

### EPOS 2
EPOS 2 byl střední samočinný tranzistorový počítač stavebnicového typu, určený pro rozsáhlé vědeckotechnické výpočty a zpracování dat z oblasti řízení, správy, evidence a statistiky. Stavebnicovost konstrukce pak dovolovala uživatelům přizpůsobit sestavu počítače konkrétnímu typu řešených úloh. Při systémovém návrhu respektovali jeho tvůrci zkušenosti s provozem EPOS 1, avšak znovu došlo k navržení algoritmů některých operací, obohacení operačního kódu a navržení obvodů s ohledem na zajištění stroje proti poruchám.
Jeho střední operační rychlost činila 38 600 operací za sekundu. Základní jednotka obsahovala řadič, organizátor, aritmetickou jednotku, feritovou paměť a ovládací stůl. Plné využití základní jednotky se řešilo způsobem, který se plně osvědčil u počítače EPOS 1, tj. sdílením času základní jednotky až pěti nezávislými programy.

## Třetí generace (1965 až 1980)

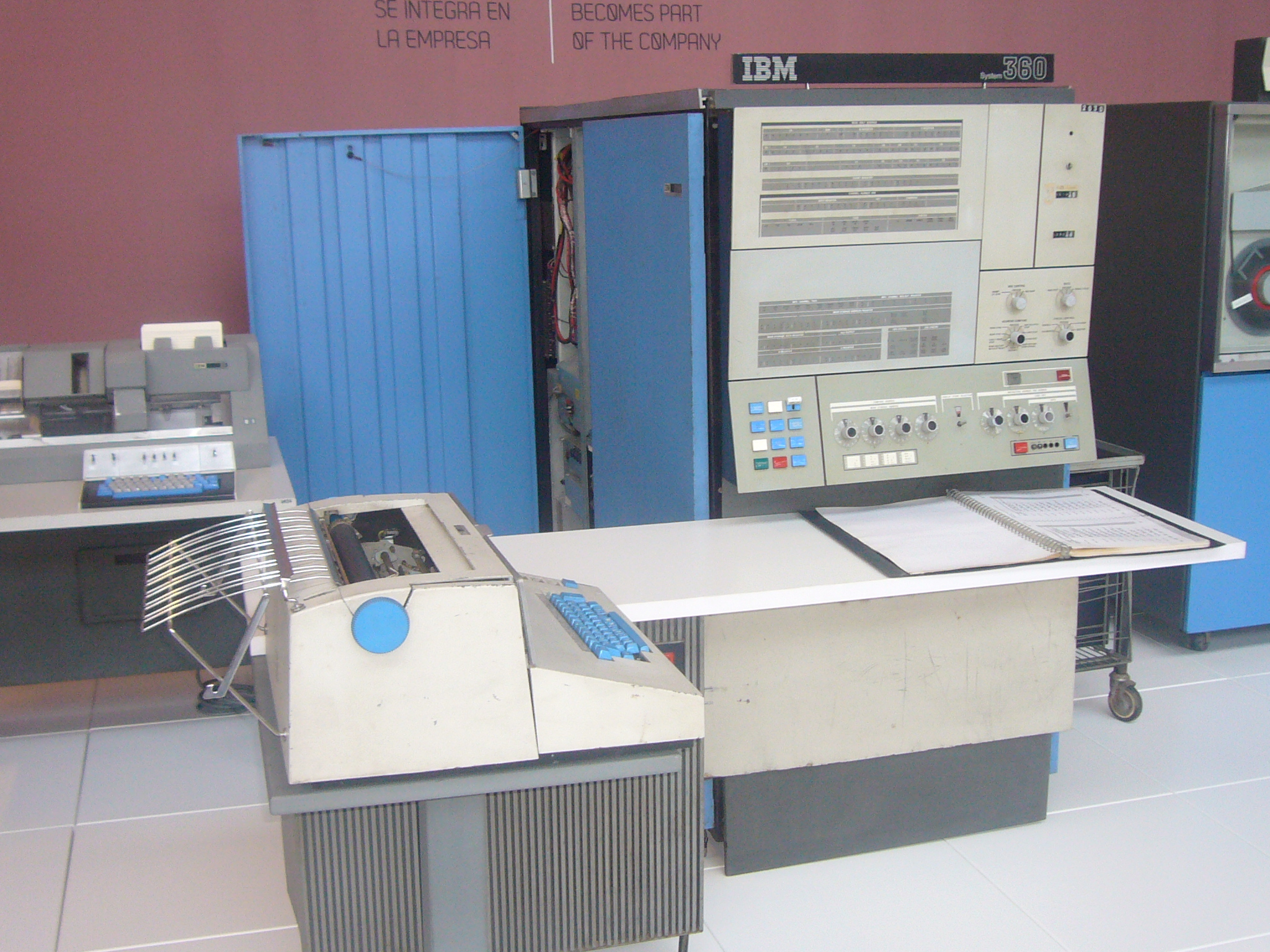
IBM system 360

Třetí generace je charakteristická použitím integrovaných obvodů (tzv. polovodičová elektronika). S postupem času roste počet tranzistorů v integrovaném obvodu (zvyšuje se integrace). V této době byl výkon počítače úměrný druhé mocnině jeho ceny, takže se vyplatilo koupit co nejvýkonnější počítač a poté prodávat jeho strojový čas. Majitelé požadovali maximalizaci využití počítače, proto se objevilo multiprogramování – zatímco jeden program čeká na dokončení I/O operace, je procesorem zpracovávána druhá úloha. S tím úzce souvisí zavedení pojmu proces, který označuje prováděný program a zahrnuje kromě něj i dynamicky se měnící data. Objevuje se první podpora multitaskingu, kdy se programy vykonávané procesorem střídají, takže jsou zdánlivě zpracovávány najednou. Tento pokrok umožňuje zavedení interaktivních systémů (počítač v reálném čase reaguje na požadavky uživatele). Kromě velkých střediskových počítačů (mainframe, tzv. sálový počítač) se objevují i první minipočítače a mikropočítače.

### IBM System 360
Nejznámějšími počítači třetí generace byla řada počítačů IBM 360 (od roku 1965) s různým výkonem, od modelu 360/20 až po největší model 360/90, které měly téměř shodný soubor instrukcí, takže mohly používat shodný software. Počítače mohly pracovat jak s pevnou, tak také proměnnou délkou operandů (dat). Znamenaly skutečný průlom počítačů do praktického a komerčního využití a vyráběly se v tisícových sériích. Řadu 360 napodobila i řada jiných výrobců, v komunistických zemích se od roku 1969 vyráběly pod označením EC resp. JSEP, československého počítače EC 1021, vyvinutého ve VÚMS, se vyrobilo téměř 400 kusů.

### Cray
V roce 1976 začala firma Cray prodávat tehdy nejvýkonnější počítač na světě Cray-1, který byl velmi známým a úspěšným superpočítačem. S nástupem paralelních výpočtů v 80. letech 20. století superpočítače ustoupily a tato původně velmi úspěšná firma v roce 1995 zkrachovala.

## Čtvrtá generace (od roku 1981)

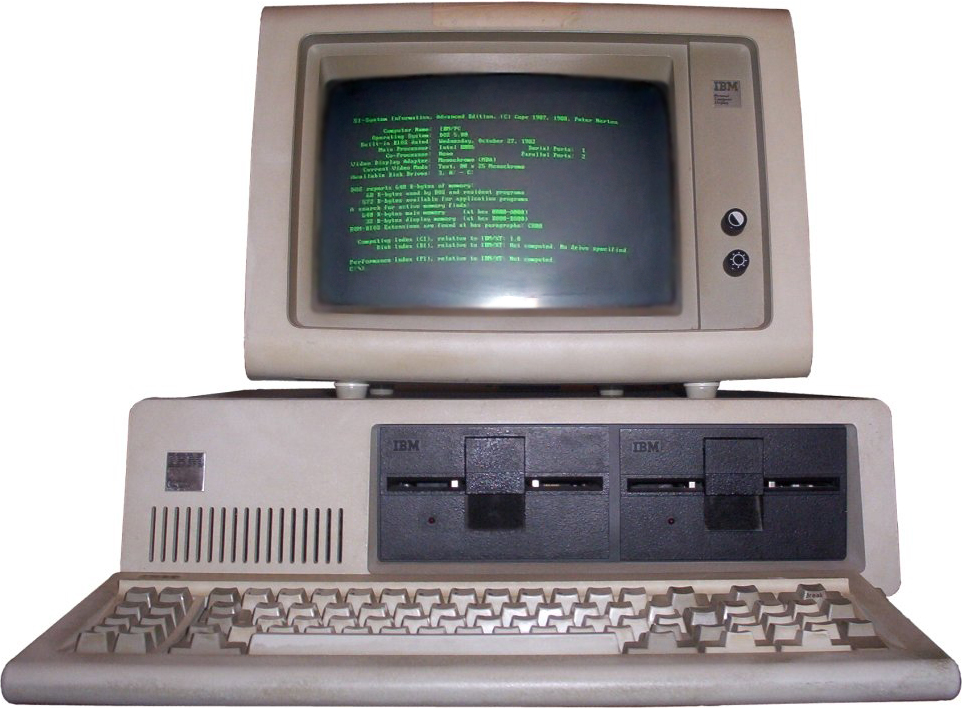
IBM PC 5150

Čtvrtou generaci charakterizují mikroprocesory a osobní počítače. Mikroprocesory v jednom pouzdře obsahují celý procesor (dřívější procesory se skládaly z více obvodů) a jsou to integrované obvody s vysokou integrací, které umožnily snížit počet obvodů na základní desce počítače, zvýšila se spolehlivost, zmenšily rozměry, zvýšila rychlost a kapacita pamětí. Nastává ústup střediskových počítačů (mainframe) ve prospěch pracovních stanic a v roce 1981 uvedeného osobního počítače IBM PC. Počítač shodné konstrukce vyrábějí i jiní výrobci jako tzv. IBM PC kompatibilní počítače. Přichází éra systémů DOS a vznikají grafická uživatelská rozhraní. Poměr cena/výkon je nejlepší u nejvíce prodávaných počítačů, vyšší výkon je vykoupen exponenciálním růstem ceny, proto se již nevyplatí koupit nejvýkonnější počítač na trhu a z mnoha běžných a laciných počítačů vznikají clustery. S rozvojem počítačových sítí vzniká Internet, distribuované systémy. Výkon počítačů se zvyšuje použitím několika procesorů (multiprocesory).

## Budoucnost
Další generace zatím nejsou známy a není jisté, jakým směrem se bude vývoj ubírat. Už delší dobu se experimentuje s počítači na jiném fyzikálním základu. Probíhají pokusy s fotonovými počítači a na kvantových počítačích se intenzivně pracuje.
První komerční kvantový počítač IBM Q System One byl představen v lednu 2019.

## Výstavy
V Česku má největší kolekci starších počítačů Technické muzeum v Brně, jde o počítače nulté generace až do roku 1991. Další muzea jsou také v Retro Computer Žatec a Muzeum počítačové techniky VOŠ a SPŠ Žďár nad Sázavou. Velkou sbírku arkádových automatů vlastní Arcade Hry Červený Újezd a Game World v Praze.